# Clonmany
Clonmany è un discreto centro abitato del Donegal, nella Repubblica d'Irlanda. È situato nella parte nord-occidentale di Inishowen ed è stato a suo tempo una delle zone che più ha resistito alla decadenza nella regione della lingua irlandese a dispetto di quella inglese.